# 少花黄伞白鹤藤
少花黄伞白鹤藤（学名：Argyreia fulvo-cymosa var. pauciflora）为旋花科银背藤属黄伞白鹤藤的变种，为中国的特有植物。分布于中国大陆的云南等地，生长于海拔980米的地区，一般生长在林中，目前尚未由人工引种栽培。